# Nuove sette meraviglie del mondo naturali
Le Nuove sette meraviglie del mondo naturali è una lista di luoghi e monumenti stilata l'11 novembre 2011 dalla New 7 Wonders Foundation, la stessa società svizzera che ha organizzato l'evento del 7 luglio 2007 sette meraviglie del mondo moderno. Le prime sono opere architettoniche, ovvero costruite dall'uomo, mentre le seconde sono naturali.

## Processo di selezione
Tra i vincitori non vi è alcun sito del continente europeo, mentre ve ne sono ben quattro dell'Asia e due del sud America. Il Vesuvio e il Cervino, uniche rappresentanze italiane, dopo aver passato le eliminazioni di 440 siti, non sono riuscite a entrare neanche nella top14, della quale facevano invece parte i sette vicintori, vale a dire l'Amazzonia, le cascate dell'Iguazú, la Montagna della Tavola, la baia di Ha Long, l'Isola di Jeju, l'isola di Komodo e il fiume sotterraneo di Puerto Princesa.

## Vincitrici
| Monumento                            | Luogo                                                                           | Immagine                             |
| ------------------------------------ | ------------------------------------------------------------------------------- | ------------------------------------ |
| Amazzonia                            | Brasile Colombia Perù Venezuela Ecuador Bolivia Guyana Suriname Guyana francese | La foresta amazzonica                |
| Baia di Ha Long                      | Vietnam                                                                         | La baia di Ha Long                   |
| Cascate dell'Iguazú                  | Argentina Brasile                                                               | Le cascate dell'Iguazú               |
| Isola di Jeju                        | Corea del Sud                                                                   | L'isola di Jeju                      |
| Parco nazionale di Komodo            | Indonesia                                                                       | Parco nazionale di Komodo            |
| Fiume sotterraneo di Puerto Princesa | Filippine                                                                       | Il fiume sotterraneo Puerto-Princesa |
| Montagna della Tavola                | Sudafrica                                                                       | Table Mountain                       |

## Altri finalisti
- Kilimangiaro,  Tanzania
- Baia di Fundy,  Canada
- El Yunque,  Porto Rico
- Galápagos,  Ecuador
- Grand Canyon,  Stati Uniti
- Salto Angel,  Venezuela
- Grotta di Jeita,  Libano
- Isole delle Maldive,  Maldive
- Isole di Bu Tinah,  Emirati Arabi Uniti
- Mar Morto,  Israele,  Palestina e  Giordania
- Sundarbans,  Bangladesh e  India
- Vulcani di Lodo,  Azerbaigian
- Yu Shan,  Taiwan
- Foresta Nera,  Germania
- Terra dei laghi della Masuria,  Polonia
- Cervino,  Svizzera e  Italia
- Scogliere di Moher,  Irlanda
- Vesuvio,  Italia
- Milford Sound,  Nuova Zelanda
- Grande barriera corallina,  Australia e  Papua Nuova Guinea
- Uluṟu,  Australia